# Wild, la course de survie
 (avril 2018).
Si vous disposez d'ouvrages ou d'articles de référence ou si vous connaissez des sites web de qualité traitant du thème abordé ici, merci de compléter l'article en donnant les références utiles à sa vérifiabilité et en les liant à la section « Notes et références ».
Wild, la course de survie est une émission de télévision française diffusée sur M6 depuis le 26 mars 2018 présentée par Stéphane Rotenberg.
Elle est adaptée de l'émission britannique Wild diffusée sur la chaîne BBC One.

## Principe
Le jeu amène ses candidats, livrés à eux-mêmes, dans des environnements hostiles où ils devront survivre sans eau, ni nourriture. Sept experts en survie et sept novices devront former des binômes pour parvenir à rejoindre le centre de chaque étape en premier. La première saison a été gagnée par Rémi (expert) et Emmanuel (novice).

## Résumé des saisons

### Saison 1

#### Déroulement de la saison
| Étape | Biotope        | Localisation           |
| ----- | -------------- | ---------------------- |
| 1     | Savane         | Botswana               |
| 2     | Désert         | Désert du Kalahari     |
| 3     | Jungle         | Forêt Amazonienne      |
| 4     | Canyon         | Cordillère des Chichas |
| 5     | Haute montagne | Cordillère Royale      |

| Candidats         | 1              | 2                                     | 3                                        | 4 (demi-finale)                                                                | 5 (finale) | 5 (finale)                   | Moyenne des résultats |
| ----------------- | -------------- | ------------------------------------- | ---------------------------------------- | ------------------------------------------------------------------------------ | ---------- | ---------------------------- | --------------------- |
| Rémi (expert)     | 2e             | 1er                                   | 3e                                       | 1er                                                                            | 2e         | Gagnant de l'épreuve finale  | 1,8                   |
| Emmanuel (novice) | 7e et éliminé  | Réintègre l'aventure                  | 2e                                       | 1er                                                                            | 2e         | Gagnant de l'épreuve finale  | 3                     |
| Adrien (expert)   | 1er            | 3e                                    | 4e                                       | 2e                                                                             | 1er        | Perdant de l'épreuve finale  | 2,2                   |
| Laura (novice)    | 4e             | 1er                                   | 3e                                       | 2e                                                                             | 1er        | Perdante de l'épreuve finale | 2,2                   |
| Eléonore (expert) | 7e et éliminée | Réintègre l'aventure                  | 1er et éliminée par l'abandon de Dimitri | Réintègre l'aventure                                                           | 3e         |                              | 3.67                  |
| Laurence (novice) | 2e             | 5e, éliminée et réintègre l'aventure  | 5e et éliminée                           | Réintègre l'aventure                                                           | 3e         |                              | 3,75                  |
| Philippe (expert) |                |                                       | Intègre l'aventure                       | Éliminé par l'abandon de Samuel, réintègre l'aventure et éliminé de nouveau    |            |                              | /                     |
| Valérie (novice)  | 6e             | 4e                                    | 4e                                       | Éliminée par l’abandon de Nicolas, réintègre l'aventure et éliminée de nouveau |            |                              | 4,67                  |
| Nicolas (expert)  | 5e             | 4e                                    | 2e                                       | Abandon médical                                                                |            |                              | 3,67                  |
| Samuel (novice)   | 5e             | Éliminé par l'abandon de Bruno        | Réintègre l'aventure                     | Abandon médical                                                                |            |                              | 5                     |
| Willy (expert)    | 3e             | 5e, éliminé et réintègre l'aventure   | 5e et éliminé                            |                                                                                |            |                              | 4,33                  |
| Dimitri (novice)  | 1er            | 3e                                    | 1er et abandon                           |                                                                                |            |                              | 1,67                  |
| Samantha (expert) | 6e             | 2e et éliminée par l'abandon de Robin |                                          |                                                                                |            |                              | 4                     |
| Robin (novice)    | 3e             | 2e et abandon                         |                                          |                                                                                |            |                              | 2,5                   |
| Bruno (expert)    | 4e             | Abandon médical                       |                                          |                                                                                |            |                              | 4                     |

|          | Gain total   |
| -------- | ------------ |
| Rémi     | 35 000 euros |
| Emmanuel | 30 000 euros |
| Dimitri  | 10 000 euros |
| Adrien   | 5 000 euros  |
| Laura    | 5 000 euros  |
| Éléonore | 5 000 euros  |

## Audiences
| Légende : Saison 1 |